# Gare de Hirata (Kōchi)
La gare de Hirata (平田駅, Hirata-eki) est une gare ferroviaire japonaise de la ligne Sukumo (à voie unique et étroite 1 067 mm), située sur le territoire de la ville de Sukumo, dans la préfecture de Kōchi au sud de l'île Shikoku. Elle dessert notamment le temple Enkō-ji, l'un des 88 temples du pèlerinage de Shikoku.
C'est une halte voyageurs de la Tosa Kuroshio Railway, desservie par les trains voyageurs Local et Limited Express.

## Situation ferroviaire
Établie à 12 mètres d'altitude, en aérien, la gare de Hirata (TK45) est située au point kilométrique (PK) 15,3 de la ligne Sukumo (à voie unique et étroite 1 067 mm), entre les gares de Kōgyō-Danchi et de Higashi-Sukumo.

## Histoire
La gare de Hirata est mise en service le 1er octobre 1997, lors de l'ouverture à l'exploitation de la ligne Sukumo.

## Service des voyageurs

### Accueil
C'est une halte voyageurs de la Tosa Kuroshio Railway. Établie en aérien, elle dispose d'un bâtiment voyageurs avec une salle d'attente au niveau du sol et la plateforme accessible par un escalier et un ascenseur dispose d'un quai avec un abri,.

### Desserte
Hirata (TK45) est desservie par les trains Local de la ligne Tosa Kuroshio Sukumo qui circulent entre les gares de Nakamura et de Sukumo et par les trains Limited Express, le Shimanto entre Takamatsu et Sukumo, et l'Ashizuri entre Kōchi et Sukumo.

### Intermodalité
Un parc pour les vélos et un parking pour les véhicules y sont aménagés.
Elle est desservie par un service de car grande distance de jour et de nuit opérant jusqu'aux villes de Kobe et Osaka : Shimanto Blue Liner et Shimanto Express du groupe Kochi Seinan Kotsu.
Elle permet notamment de rejoindre à proximité le Temple Enkō-ji (延光寺), l'un des 88 temples du pèlerinage de Shikoku.